# ヤマシギ

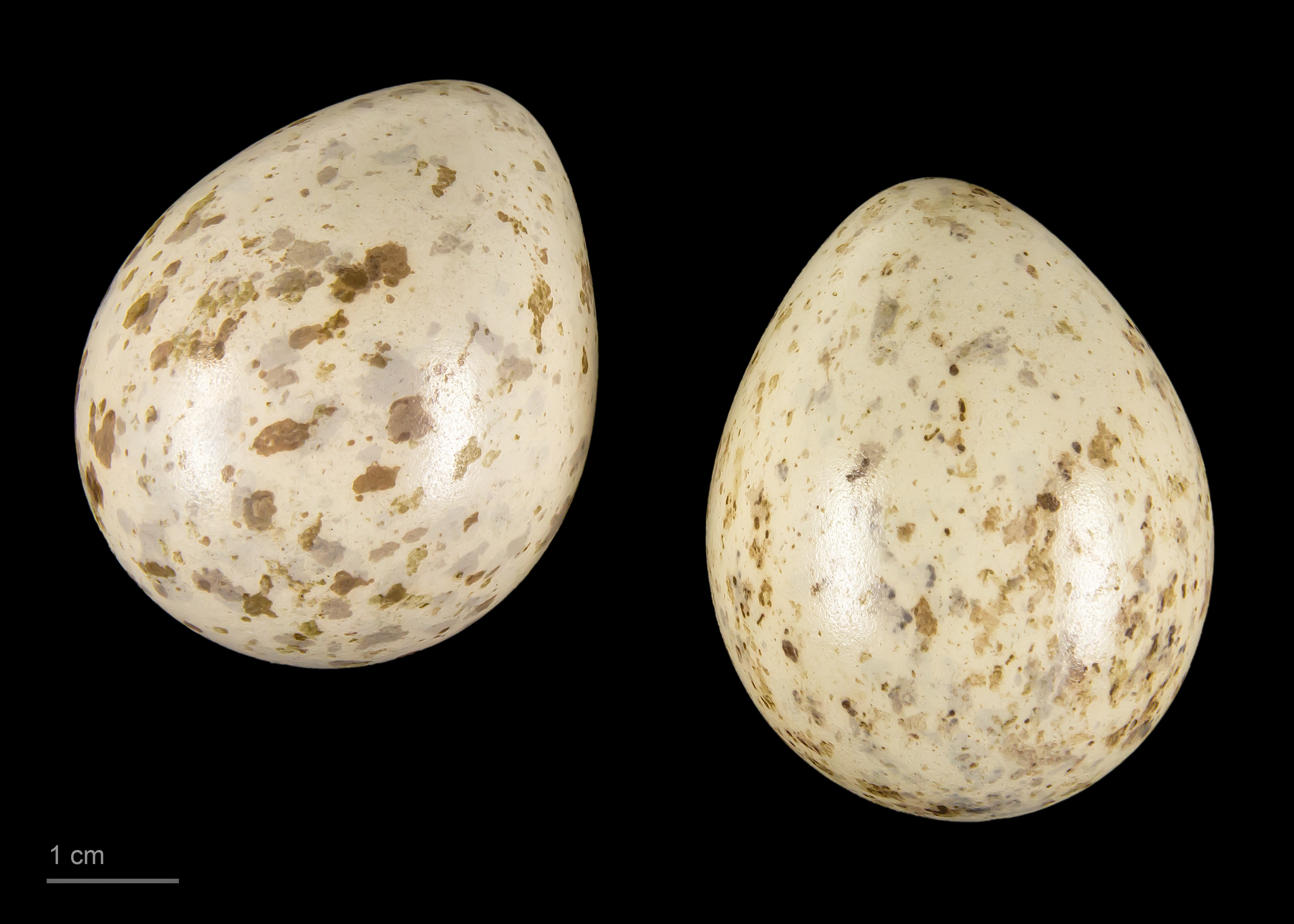
Scolopax rusticola rusticola

ヤマシギ（山鷸、山鴫、やましぎ、学名:Scolopax rusticola）は、チドリ目シギ科に分類される鳥類の一種。

## 分布
夏にユーラシア大陸の中緯度地域で繁殖し、冬季はヨーロッパやアフリカの地中海沿岸やインド、東南アジアなどに渡って越冬する。
日本では北海道で夏鳥、本州中部以北（中部・東北地方）と伊豆諸島で留鳥、西日本、南西諸島では冬鳥である。

## 形態
体長は約35cmでハト程度である。くちばしは長くてまっすぐしていて、他の鳥類と比べると目が頭の中心より後方上部に寄っている。このため、両眼を合わせた視野は、ほぼ360度をカバーしている。首と尾は短く、足も他のシギにくらべて短い。

## 生態
林、草地、農耕地、湿地などに生息する。水辺にもいるが、他のシギと異なり主な生息地は森林の中である。からだの羽毛は灰色、黒、赤褐色などの細かいまだらもようで、じっとしていれば見つけにくく、さらに夜行性でもありなかなか人目につきにくい。
食性は動物食。土にくちばしを差しこんで、地中のミミズなどの小動物を捕食する。
繁殖形態は卵生。林の中の地上に営巣し、通常4卵を産む。雌だけが抱卵し、抱卵日数は20-24日である。

## 狩猟
ヤマシギは狩猟鳥に指定されており、狩猟の対象種である。また食用としても好まれる。しかし、地域によっては、ヤマシギが希少種となっているところもあり、狩猟鳥指定には批判的な声もある。
京都府では、2003年以降、鳥獣の保護及び管理並びに狩猟の適正化に関する法律第12条第2項により、ヤマシギの捕獲が禁止されている。また他の県でも狩猟者へヤマシギの狩猟の自粛を呼びかけている自治体もある。

### 国外での状況
フランスでは希少価値の高いジビエとして人気が高かったが、乱獲が祟り、あまりの希少さゆえ禁猟となっている。そのためイギリスなどから輸入している。ちなみに内臓が特に珍重され、付けたまま料理するのが定番である。なお、アメリカン・コッカー・スパニエルは、ヤマシギの狩りを行としていた犬がルーツである。

## 近縁種
アマミヤマシギ（奄美山鷸、学名：Scolopax mira） - 奄美大島、加計呂麻島、徳之島、沖縄本島だけに分布する日本固有種である。ヤマシギより赤褐色みが少なく、くちばしもやや短くて太くみえる。
分布が極めて局所的で、鳥類レッドリストの「絶滅危惧II類 (VU) 」及び国内希少野生動植物種（種の保存法）に指定されている。

## 人との関係
アイヌでは「トゥレプタチリ」（「ウバユリを掘る鳥」の意。アイヌのオオウバユリを掘る道具に似ることから）と呼び、カムイユーカラにも登場する。ユーカラではヤマシギは女の子にたとえられ、これは山菜を採るのが女性の仕事であることから関連づけられたキャラ付けとされる（前同p.120.）。一方、ヤマシギの彼氏となる鳥は、「チプタチリ」（「舟を彫る鳥」の意）＝クマゲラであり、木の幹に穴を開け、巣穴を作る様が舟の形を連想し、丸木舟を作るのが男性の仕事ゆえとされる（前同p.120.）。